# Copenhagen Ice Breakers
Copenhagen Ice Breakers (forkortet CIB) er en københavnsk bordhockeyklub. Klubben er grundlagt af Martin Kirchgässner og Jesper Madsen.
Klubben har været med til at udvikle gode spillere fra det storkøbenhavnske område. Således har klubben i dag medlemmer fra mange forskellige byer, bl.a. Skuldelev, København, Nærum, Roskilde og Næstved.
Klubben var værter for bordhockeyens Øresund Cup i 2006, hvor der deltog spillere fra store dele af Europa.
Klubben deltager i turneringer i hele Øresundsregionen og er desuden vært for det årlige københavnerderby, Copenhagen Grand Prix på Kulturhuset Islands Brygge.
CIB var i flere år løsgængere i dansk bordhockey, men er i dag fuldgyldigt medlem af Dansk Bordhockey Union.